# Jacobinia venezuelica
Jacobinia venezuelica é uma espécie de planta do gênero Jacobinia.  

## Taxonomia
A espécie foi descrita em 1914 por Gustav Lindau, tendo sido coletada em 1909 às margens do Rio Cuquenán, na Venezuela. 